# Jennifer Maia
Jennifer Maia, född 6 oktober 1988 i Curitiba, Brasilien, är en brasiliansk MMA-utövare, före detta flugviktsmästare i organisationerna Invicta FC och Talent MMA Circuit, som sedan 2018 tävlar i organisationen Ultimate Fighting Championship.